# GR-100
El GR-100, denominado Ruta de la Vía de la Plata, es un sendero de Gran Recorrido que transcurre entre Gijón (Asturias) y Sevilla (Andalucía), en España, y que es una ampliación de la tradicional Vía de la Plata que unía Augusta Emerita y Asturica Augusta.
Se encuentra señalizado solamente en algunos tramos:
- En Asturias está homologado y señalizado en su totalidad.
- En Castilla y León está homologado y señalizado un tramo en la provincia de Salamanca.
- En Extremadura está pendiente de homologar y señalizar con las marcas de GR.
- En Andalucía se han homologado y señalizado algunos tramos.

## Etapas

### Asturias
- Etapa 1: Gijón - Venta de la Puga.[3]
- Etapa 2: Venta de la Puga - Llanera.[4]
- Etapa 3: Llanera - Oviedo.[5]
- Etapa 4: Oviedo - Olloniego.[6]
- Etapa 5:  Olloniego - Mieres.[7]
- Etapa 6: Mieres - Carabanzo.[8]
- Etapa 7: Carabanzo - Pendilla de Arbas.[9]

### Salamanca
- Etapa 1: El Cubo de Tierra del Vino - Salamanca.[10]
- Etapa 2: Salamanca - San Pedro de Rozados.[11]
- Etapa 3: San Pedro de Rozados - Fuenterroble de Salvatierra.[12]
- Etapa 4: Fuenterroble de Salvatierra - Puerto de Béjar.[13]

### Sevilla

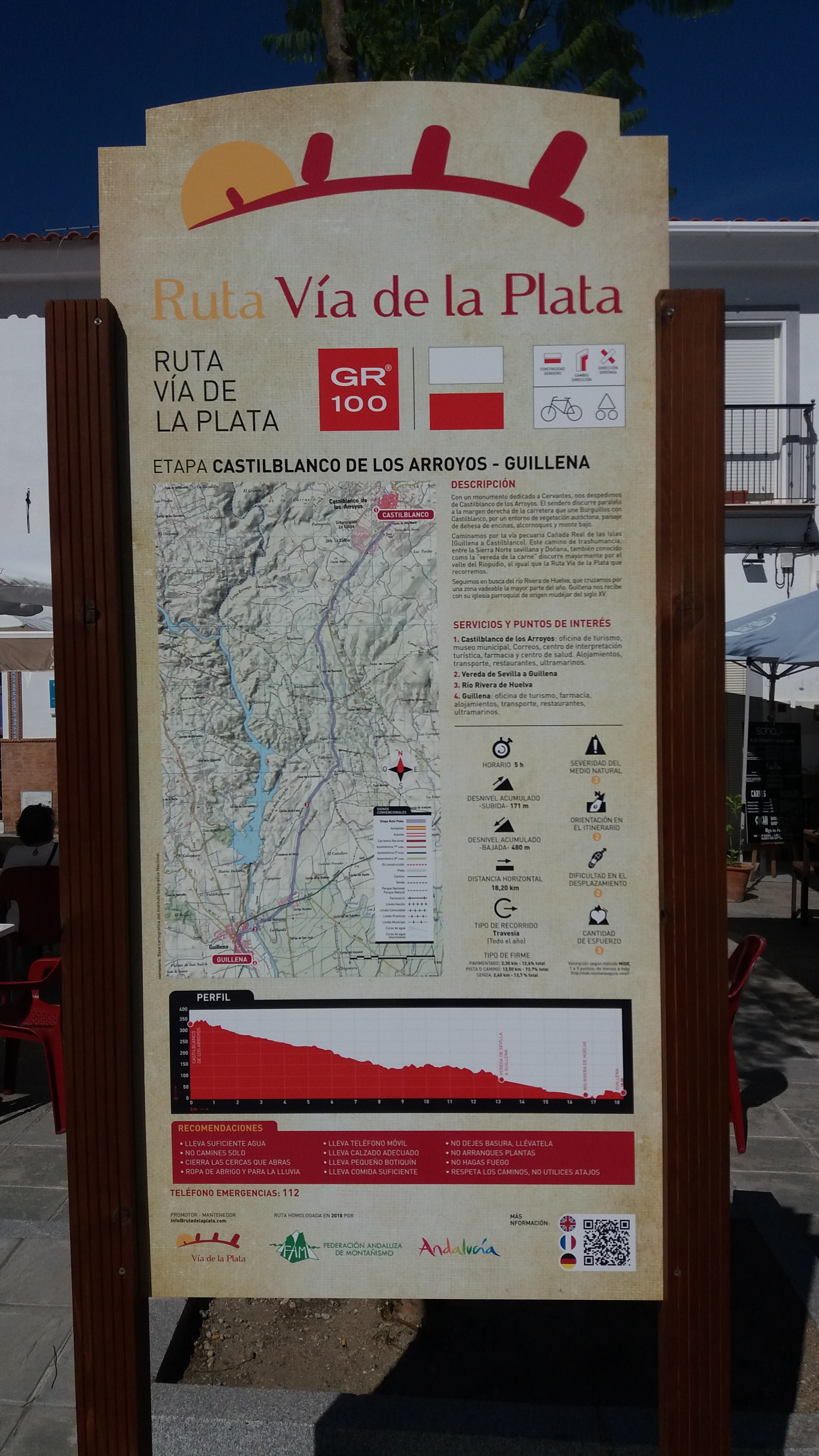
Señal del tramo Castilblanco de los Arroyos - Guillena.

- Etapa 1: El Real de la Jara - Almadén de la Plata.
- Etapa 2: Almadén de la Plata - Castilblanco de los Arroyos.
- Etapa 3: Castilblanco de los Arroyos - Guillena.
- Etapa 4: Guillena - Santiponce.
- Etapa 5: Santiponce - Sevilla.